# Aaron Poreda
Aaron Andermon Poreda (né le 1er octobre 1986 à Walnut Creek, Californie, États-Unis) est un lanceur de baseball de la Ligue majeure. Il est présentement agent libre.

## Carrière
Après des études secondaires à la Campolindo High School de Moraga (Californie), Aaron Poreda suit des études supérieures à l'Université de San Francisco où il porte les couleurs des San Francisco Dons de 2005 à 2007. Il joue principalement comme lanceur partant sous l'uniforme des Dons avec 33 départs sur 46 matches joués pour 167 retraits sur des prises, 17 victoires et 11 défaites.
Poreda est drafté le 7 juin 2007 par les White Sox de Chicago au premier tour de sélection (25e choix). Il perçoit un bonus de 1,2 million de dollars à la signature de son premier contrat professionnel le 15 juin 2007. 
Il passe deux saisons en Ligues mineures avant d'effectuer ses débuts en Ligue majeure comme lanceur de relève le 12 juin 2009. Poreda enregistre sa première victoire au plus haut niveau le 25 juin face aux Dodgers de Los Angeles lors d'une partie gagnée par les Sox en treize manches.
Le 31 juillet 2009, Poreda et trois de ses coéquipiers lanceurs (Clayton Richard, Dexter Carter et Adam Russell) sont échangés aux Padres de San Diego en retour de Jake Peavy.
Pendant l'entraînement de printemps 2010, Poreda est placé en réserve et commence la saison en Triple-A avec les Portland Beavers.
Après 4 saisons en ligues mineures, Poredo revient dans les majeures en 2014 avec les Rangers du Texas. Il effectue 26 sorties en relève et, gagnant de deux matchs et lanceur perdant en une occasion, il présente une moyenne de points mérités de 5,91 en 21 manches et un tiers lancées, avec 21 retraits sur des prises.

## Statistiques
| Saison | Équipe     | G  | GS | CG | SHO | V | D | SV | IP   | SO | ERA  |
| ------ | ---------- | -- | -- | -- | --- | - | - | -- | ---- | -- | ---- |
| 2009   | Chicago WS | 10 | 0  | 0  | 0   | 1 | 0 | 0  | 11.0 | 12 | 2,45 |
| 2009   | San Diego  | 4  | 0  | 0  | 0   | 0 | 0 | 0  | 2.1  | 0  | 3,86 |
| Totaux | Totaux     | 14 | 0  | 0  | 0   | 1 | 0 | 0  | 13.1 | 12 | 2,70 |

Note : G = Matches joués ; GS = Matches comme lanceur partant ; CG = Matches complets ; SHO = Blanchissages ; 
V = Victoires ; D = Défaites ; SV = Sauvetages ; IP = Manches lancées ; SO = Retraits sur des prises ; ERA = Moyenne de points mérités.